# Vincent Faucheux
Vincent Faucheux (San Quintín, 29 de enero de 1982) es un deportista francés que compitió en remo.
Ganó dos medallas en el Campeonato Mundial de Remo, en los años 2003 y 2004, en la prueba de ocho con timonel ligero.
Además, obtuvo una medalla de oro en el Campeonato Mundial de Remo de Mar de 2010.

## Palmarés internacional
| Campeonato Mundial | Campeonato Mundial | Campeonato Mundial | Campeonato Mundial      |
| Año                | Lugar              | Medalla            | Prueba                  |
| ------------------ | ------------------ | ------------------ | ----------------------- |
| 2003               | Milán (Italia)     | Medalla de bronce  | Ocho con timonel ligero |
| 2004               | Bañolas (España)   | Medalla de oro     | Ocho con timonel ligero |